# Канадієн-Тайр-центр
 «Канадієн-Тайр-центр»  (англ. Canadian Tire Centre) — спортивний комплекс у Оттаві, Онтаріо, відкритий у 1996 р. Місце проведення міжнародних змагань з кількох видів спорту і домашня арена для команди Оттава Сенаторс, НХЛ. На хокейних поєдинках арена здатна вмістити 19 153 гладачів.
В червні 2008 року, «Скошіябанк-плейс» став місцем проведення драфту новачків НХЛ.